# Tófej
Tófej è un comune dell'Ungheria di 710 abitanti (dati 2001). È situato nella contea di Zala.